# Eastern Suburbs AFC
Der Eastern Suburbs Association Football Club ist ein neuseeländischer Fußballklub aus dem Vorort Kohimarama von Auckland.

## Geschichte

### Liga
Der Klub entstand im Jahr 1934 in Folge einer Fusion der Klubs Tamaki United AFC (gegründet im Jahr 1924) und Glen Innes (gegründet im Jahr 1930). Zur Saison 1965 war man dann schon Teil der ersten Saison der regionalen Premier League und gewann hier gleich in den ersten beiden Spielzeiten die Meisterschaft. Die schlechteste Platzierung war hier ein 5. Platz in der Saison 1967, danach stieg man zur Einführung der National Soccer League im Jahr 1970 auch gleich weiter auf und gewann hier eine Saison später ebenfalls die erste nationale Meisterschaft.
Nach der Saison 1979 landete man hier aber auf einem letzten Platz und stieg gleich bis in die Division 1 ab. In dieser verblieb man nun auch bis zum Ende der 1980er Jahre und stürzte danach bis in die Division 3 ab. Es dauerte bis zur Saison 1999 in der man erstmals zurück in der Division 1 war. Aus dieser stieg man aber auch direkt in die Premier League wieder auf und etablierte sich hier als eine der Topmannschaften. Durch die Neueinteilung der Ligen musste der Klub zur Saison 2011 aber wieder runter in die Division 1. Danach stieg man zwar direkt wieder auf, konnte die Klasse aber nicht halten. Erst ab der Saison 2015 war man dann wieder länger als eine Saison Teil der Premier League.
Zur Saison 2016/17 rückte man dann als Teilnehmer in die Football Championship auf. Nach der Saison 2017/18 platzierte man sich hier erstmals in den Plätzen für die Playoffs, wo man im Halbfinale aber gleich an Auckland City mit 0:4 scheiterte. Mit 40 Punkten nach der Saison 2018/19 reichte es in der Vorrunde sogar für einen zweiten Platz und am Ende ging es sogar bis ins Finale, wo man schließlich Team Wellington mit 3:0 besiegte. Was somit endlich einmal wieder einen nationalen Meistertitel für den Klub bedeutete. Als Meister der Playoffs durfte man dann auch an der OFC Champions League Ausgabe 2020 teilnehmen. In der Gruppenphase sammelte man sieben Punkte und setzte sich damit auf den ersten Platz seiner Gruppe. Aufgrund der COVID-19-Pandemie wurde die Finalrunde aber nicht ausgetragen und das Turnier im September des Jahres am Ende komplett abgebrochen. Dies affektierte auch die Nationale Liga, dessen Playoffs nachdem sich der Klub für diese wieder qualifiziert hatte, erneut nicht ausgetragen wurden.
Mit der Wiedereinführung der National League, ging es für den Klub erst einmal zurück in die nun Northern League heißende regionale Spielklasse. Mit 34 Punkten klappte es hier sich über den dritten Platz gleich auch für die Championship zu qualifizieren. Aufgrund von Reisebeschränkungen bedingt durch die COVID-19-Pandemie in Auckland konnte man an dieser jedoch nicht teilnehmen. Die Chance in der Folgesaison an der Endrunde teilzunehmen, verpasste man dann aber deutlich. Mit lediglich 20 Punkten gelang es sich lediglich auf dem zehnten Platz zu positionieren, was den ersten Nichtabstiegsplatz darstellte.

### Pokal
Im Chatham Cup gelang in der Saison 1951 erstmals eine Teilnahme am Finalspiel und auch gleich ein 5:1-Sieg über den Northern AFC, womit man erstmals den Titel gewinnen konnte. Das gleiche Finale ereignete sich dann noch einmal in der Spielzeit 1953, welches wieder mit einem Sieg von Eastern Suburbs endete. Die erste Finalniederlage, steckte man dann in der Saison 1955 ein, wo man mit 2:6 gegen den Western AFC verlor. Bis zur nächsten Finalteilnahme, dauerte es dann zehn Jahre und in der Saison 1965 kam es wieder zu einer Finalteilnahme, diesmal mit einem 4:1-Sieg über Saint Kilda. In dieser Zeit gelang dann auch in den Spielzeiten 1968 und 1969 eine Teilnahme am Finale, welche auch beide gewonnen werden konnten.
Für eine lange Zeit gelang dann keine Teilnahme an einem Finalspiel mehr. Erst in der Saison 2006, kam es wieder dazu, jedoch verlor man dieses Spiel mit 0:3 im Elfmeterschießen. Danach dauerte es wieder zehn Jahre bis zum nächsten Finale, diesmal reichte aber nach Verlängerung ein 2:1-Sieg über die Napier City Rovers, womit man erstmals wieder den Pokal in die Höhe stemmen konnte. Die letzte Finalteilnahme bis jetzt war dann im Jahr 2022 wo man jedoch mit 0:1 gegen Auckland City verlor.

## Erfolge
- National Soccer League
  - Meister (1): 1971
- Football Championship
  - Meister (1):
- Chatham Cup
  - Gewinner (6): 1951, 1953, 1965, 1968, 1969, 2015